# 箱根竹之下之战
箱根竹之下之战是发生在日本南北朝时代建武2年（1335年）的一次战役，交战双方为足利尊氏和新田义贞。从镰仓幕府夺回政权的后醍醐天皇施行建武新政，足利尊氏起兵叛乱，新田义贞与胁屋义助奉命前往讨伐。双方在今静冈县小山町附近展开战斗，最后以足利尊氏的北朝军胜利结束。